# Listeria seeligeri
Listeria seeligeri  è una specie di batterio appartenente alla famiglia delle Listeriaceae.